# Дайго (посёлок)
Дайго (яп. 大子町 Дайго-мати) — посёлок в Японии, находящийся в уезде Кудзи префектуры Ибараки. Площадь посёлка составляет 325,78 км², население — 18 447 человек (1 августа 2014), плотность населения — 56,62 чел./км².

## Географическое положение
Посёлок расположен на острове Хонсю в префектуре Ибараки региона Канто. С ним граничат города Хитатиота, Хитатиомия, Отавара и посёлки Накагава, Ямацури, Танагура.

## Население
Население посёлка составляет 18 447 человек (1 августа 2014), а плотность — 56,62 чел./км². Изменение численности населения с 1980 по 2005 годы:
| 1980 | 29 524 чел. |  |
| 1985 | 28 230 чел. |  |
| 1990 | 27 067 чел. |  |
| 1995 | 25 604 чел. |  |
| 2000 | 23 982 чел. |  |
| 2005 | 22 103 чел. |  |

## Символика
Деревом посёлка считается Fagus crenata, цветком — чай, птицей — мандаринка.